# Молярная теплоёмкость
Моля́рная теплоёмкость — отношение теплоёмкости к количеству вещества, теплоёмкость одного моля вещества (в принципе разная для различных веществ, хотя в свете закона Дюлонга — Пти — имеет близкое значение, и даже приближенно совпадает в достаточно широких пределах изменения температуры у многих веществ).
Это — физическая величина, численно равная количеству теплоты, которую необходимо передать одному молю (данного) вещества для того, чтобы его температура изменилась на единицу, или — произведение удельной теплоёмкости элемента на его атомную массу дает количество тепла, необходимое для повышения температуры 1 моля этого элемента на 1°С (или, что равнозначно, на 1 К).
В Международной системе единиц (СИ) молярная теплоёмкость измеряется в джоулях на моль на кельвин, Дж/(моль·К). Иногда используются и производные единицы, как Дж/(кмоль·К), или внесистемные единицы: калория/(кг·К) и т. д.
Молярная теплоёмкость обычно обозначается символом {\displaystyle c_{\mu }} или {\displaystyle C_{\mu }}, иногда без индекса или с другим индексом (характеризующим условия протекания процесса измерения, нумерующим подсистемы и т. п.).
На значение молярной теплоёмкости влияет температура вещества и другие термодинамические параметры. К примеру, измерение молярной теплоёмкости воды даст разные результаты при 20 °C и 60 °C.
Формула расчёта молярной теплоёмкости
{\displaystyle c={\frac {Q}{\nu \Delta T}},}
где c — молярная теплоёмкость, Q — количество теплоты, полученное веществом при нагреве (или выделившееся при охлаждении), ν — количество вещества в нагреваемом (охлаждающемся) образце, ΔT — разность конечной и начальной температур. Удельная теплоёмкость может зависеть (и в принципе, строго говоря, всегда — более или менее сильно — зависит) от температуры, поэтому более корректной является следующая формула с малыми (формально бесконечно малыми) {\displaystyle dT} и {\displaystyle \delta Q}:
{\displaystyle c(T)={\frac {1}{\nu }}\left({\frac {\delta Q}{dT}}\right).}